# Spaanse legislatuur XV
De Spaanse legislatuur XV is in de Spaanse landelijke politiek de periode sinds 17 augustus 2023, toen de Cortes Generales, het parlement, in de nieuwe samenstelling is geïnstalleerd na de parlementsverkiezingen op 23 juli.